# Chambéry
Chambéry er en fransk by med 60.251 (2022) indbyggere (1999), beliggende 55 km nord for Grenoble og 13 km syd for Aix-les-Bains.
Chambéry er den historiske hovedstad for det franske departement Savoie. Byen voksede op omkring slottet Château de Chambéry som blev grundlagt i 1232 for at beherske de vigtige veje, der forbinder Burgund, Schweiz og Italien og er stadig et vigtigt jernbaneknudepunkt. Storbyområdet har mere end 100.000 indbyggere og strækker sig fra de vinklædte sider af Combe de Savoie og næsten helt til bredden af Bourget-søen, den største naturlige indsø i Frankrig. Byen har en stor jernbanestation midt på jernbanelinjen mellem Lyon og Torino. Chambéry blev først indlemmet i Frankrig i 1860.

## Personer fra Chambéry
- Luigi Menabrea, italiensk premierminister 1867-1869.

## Kuriosa
Filosoffen Rousseau tilbragte i 1730’erne nogle af sine lykkeligste stunder i byen, hvorefter han udtalte "Hvis der eksisterer et sted i verden, en lille by hvor man kan smage livets sødme i behageligt selskab, så er det Chambéry"[kilde mangler]

## Galleri
- Belledonne-massivet (bjerg)
- Bourget-søen ved Chambéry
- Leysse-floden i Chambéry